# Little Petherick
Little Petherick – wieś w Anglii, w Kornwalii. Leży 61 km na północny wschód od miasta Penzance i 355 km na zachód od Londynu.